# (2184) Fujian
(2184) Fujian est un astéroïde de la ceinture principale.

## Description
(2184) Fujian est un astéroïde de la ceinture principale. Il fut découvert le 9 octobre 1964 à Nanking par l'observatoire de la Montagne Pourpre. Il présente une orbite caractérisée par un demi-grand axe de 3,18 UA, une excentricité de 0,10 et une inclinaison de 5,2° par rapport à l'écliptique.

## Nom
L'astéroïde a été nommé d'après le Fujian, province côtière du sud-est de la Chine.

## Compléments